# Prins Eugens Medalje
Prins Eugens Medalje blev grundlagt af kong Gustav 5. af Sverige i forbindelse med Prins Eugen af Sveriges 80 års fødselsdag i 1945. Den tildeles for enestående kunstneriske aktiviteter og uddeles bl.a. til arkitekter, billedhuggere, fotografer, grafikere og malere (kunstmalere) i Skandinavien.
Medaljen bærer Prins Eugens billede og bæres på brystet i hvid- gul- hvide bånd med blå kantstriber. Den uddeles på 'Eugene Dag' den 5. november.

## Indehavere
Medaljen indehaves bl.a. af følgende kunstnere:
- 2015 Louise Hindsgavl, dansk keramiker
- 2014 Lene Tranberg, dansk arkitekt
- 2011 Jan Gehl, dansk arkitekt
- 2009 Louise Campbell, dansk formgiver
- 2007 Knud Holscher, dansk arkitekt og industriformgiver
- 2006 Jacob Jensen, dansk industridesigner
- 2005 Olafur Eliasson, dansk skulptør
- 2002 Ursula Munch-Petersen, dansk kunsthåndværker
- 2000 Gutte Eriksen, dansk kunsthåndværker
- 1997 Sigvard Bernadotte, industridesigner, Jane Reumert, dansk kunsthåndværker
- 1996 Vibeke Klint, dansk kunsthåndværker
- 1995 Alev Siesbye, dansk kunsthåndværker
- 1994 Bjørn Nørgaard, dansk skulptør
- 1992 Richard Winther, dansk kunster
- 1991 Erik Asmussen, dansk arkitekt
- 1990 Per Kirkeby, dansk skulptør
- 1989 Stig Claesson, svensk tegner og forfatter
- 1988 Sven-Ingvar Andersson, dansk arkitekt
- 1987 Ejler Bille, dansk kunster
- 1986 Henning Larsen, dansk arkitekt
- 1984 Egill Jacobsen, dansk kunster
- 1983 Harald Leth, dansk kunster
- 1982 Erik Thommesen, dansk skulptør, Sverre Fehn, norsk arkitekt
- 1981 Gertrud Vasegaard, dansk kunsthåndværker
- 1980 Carl-Henning Pedersen, dansk kunster
- 1979 Søren Hjorth Nielsen, dansk kunster
- 1976 Svend Wiig Hansen, dansk kunster
- 1974 Robert Jacobsen, dansk skulptør
- 1973 Jørn Utzon, dansk arkitekt
- 1972 C.Th. Sørensen, dansk arkitekt
- 1971 Henry Heerup, dansk kunster
- 1963 Palle Nielsen, dansk tegner og grafiker
- 1962 Arne Jacobsen, dansk arkitekt
- 1961 Hans Wegner, dansk møbeldesigner
- 1960 Adam Fischer, dansk skulptør
- 1959 Axel Salto, dansk kunsthåndværker
- 1958 Kay Fisker, dansk arkitekt
- 1957 Hakon Ahlberg, arkitekt, Oluf Høst, dansk kunster
- 1955 Gerhard Henning, dansk skulptør
- 1954 Alvar Aalto, finsk arkitekt
- 1951 Nathalie Krebs, dansk kunsthåndværker
- 1949 Wilhelm Kåge, glaskunster
- 1948 Erik Lindberg, skulptør
- 1947 J.F. Willumsen, dansk kunster, Wäinö Aaltonen, finsk skulptør, Henrik Sørensen, norsk maler

## Eksterne links
- http://www.royalcourt.se/download/18.30963a1811be3fda3ab80008195/Prins+Eugen-medaljen+1945-2007.pdf (Webside+ikke+længere+tilgængelig)